# 大林佳奈子
大林 佳奈子（おおばやし かなこ、1973年1月4日 - ）は、日本の女性俳優、声優。愛知県出身。身長164cm。体重 62kg。特技 水泳。近畿大学文芸学部芸術学科演劇芸能専攻卒業。円演劇研究所（1995年〜）卒業。演劇集団 円（1997年〜）所属。

## 出演作品

### 舞台
- 小舟注意報
- 職員室の午後
- WILL（円小劇場）
- 職員室の午後（シアターX）
- 帰ってきたピノッキオ
- －初恋（シアターX）
- あいにゆくから
- オセロー（日欧舞台芸術交流会）
- オリュウノオバ物語
- まちがいつづき
- ビロクシー・ブルース（2013）

### テレビドラマ
- 火曜サスペンス劇場　産婦人科医 南雲綾子　第3作「対決」（2004年2月3日、日本テレビ）
- 女と愛とミステリー　旅行作家・茶屋次郎　第4作「熊野川殺人事件」（2004年4月7日、テレビ東京）　- 緒方誠子 役
- NHK番組たまご　感動!暮らしを豊かにするドラマ もしも明日…「もしも明日、親の介護が必要になったら」（2009年10月16日、NHK総合テレビ）
- ミッドナイト☆ドラマ　SOIL ソイル（2010年3月6日〜4月24日、WOWOW）
- 金曜プレミアム　名探偵 神津恭介　第2作「呪縛の家」（2015年7月10日、フジテレビ）
- 刑事7人 SEASON9 第6話「連鎖」（2023年7月12日、テレビ朝日）
- シークレット同盟 第1話（2024年4月5日、読売テレビ） - 臨床心理士 役[4]
- スナック女子にハイボールを 第8話（2024年5月24日、中京テレビ） - ママさんバレーのお客さん 役[5]
- 素晴らしき哉、先生! 第5話（2024年9月15日、朝日放送テレビ・テレビ朝日系） - りおを助ける女性 役[6]

### 映画
- 輪廻 (映画)（2006年1月7日、監督・脚本：清水崇、東宝） -　映画「記憶」のスタッフ 役
- あかぼし（2013年8月3日、製作・監督・脚本・編集：吉野竜平、エネサイ） -　望月 役[7]
- とうちゃん（2025年5月30日、監督・脚本：西安健、ロウフィルム） - 信号待ちをする家族の母 役[8]

### 吹き替え
※（）役名、〔〕俳優名
海外ドラマ
- WITHOUT A TRACE/FBI 失踪者を追え!
  - (第1シーズン)
  - (第2シーズン)（アディーナ）
- オールイン 運命の愛
- おまかせアレックス（第1〜3シーズン）（ニコル）〔アレックス・フィールズ〕
- ザ・ホワイトハウス（第1シーズン）（ジャニーン）
- シナリオライターは君だ!（第1シーズン）（セリーン〔レイチェル・キャンティン〕、バネッサ）※海外少年少女ドラマ
- 15の不思議な物語（第1シーズン）
- スターゲイト SG-1（ラム）
- ハイスクール・ウルフ（第1シーズン）（女子生徒）
- ロズウェル - 星の恋人たち（第1シーズン）（ウェイトレス）

外国映画
- アンダー・ザ・スキン
- モリー先生との火曜日

### テレビアニメ
2007年
- やっとかめ探偵団（堀井紀子）

### ラジオドラマ（オーディオドラマ）
NHK-FM放送
FMシアター
- 夕凪の街 桜の国〈原作：こうの史代〉（2006年8月5日）[9]